# Deercroft
Deercroft – jednostka osadnicza w Stanach Zjednoczonych, w stanie Karolina Północna, w hrabstwie Scotland.